# Eospalax
Eospalax là một chi động vật có vú trong họ Spalacidae, bộ Gặm nhấm. Chi này được G. M. Allen miêu tả năm 1938. Loài điển hình của chi này là Siphneus fontanieri Milne-Edwards, 1867.

## Các loài
Chi này gồm các loài:
- Eospalax fontanierii
- Eospalax rothschildi
- Eospalax smithii